# Philogaeus
Philogaeus is een geslacht van spinnen uit de  familie van de Thomisidae (krabspinnen).

## Soorten
- Philogaeus campestratus Simon, 1895
- Philogaeus echimys Mello-Leitão, 1943